# Какав дан
„Какав дан“ је југословенски филм из 1979. године. Режирала га је Соја Јовановић, а сценарио је писала Мирјана Стефановић.

## Улоге
| Глумац             | Улога |
| ------------------ | ----- |
| Миодраг Андрић     |       |
| Дара Чаленић       |       |
| Милена Дапчевић    |       |
| Богдан Диклић      |       |
| Радмила Гутеша     |       |
| Љиљана Јовановић   |       |
| Гордана Косановић  |       |
| Добрила Костић     |       |
| Весна Пећанац      |       |
| Злата Петковић     |       |
| Чедомир Петровић   |       |
| Зоран Радмиловић   |       |
| Љиљана Шљапић      |       |
| Добрила Шокица     |       |
| Олга Станисављевић |       |
| Горан Султановић   |       |
| Бора Тодоровић     |       |
| Раде Марковић      | Дечак |